# Tomás Rincón
Tomás Eduardo Rincón Hernández (San Cristóbal, 13 januari 1988) is een Venezolaans voetballer die doorgaans als verdedigende middenvelder of als rechtshalf speelt. Hij verruilde Juventus in juli 2018 voor Torino, dat hem in het voorgaande seizoen al huurde. Rincón debuteerde in 2008 in het Venezolaans voetbalelftal.

## Interlandcarrière
Rincón debuteerde voor Venezuela tijdens een WK-kwalificatiewedstrijd voor het WK 2010 in Zuid-Afrika. Hij werd door Adidas de beste speler genoemd tijdens de Copa América 2011. Hij won de verkiezing met 65% van de stemmen, terwijl hij een van de tien kandidaten was. Rincón maakte ook deel uit van de Venezolaanse ploeg op de Copa América 2015, de Copa América Centenario en de Copa América 2019.

## Erelijst
| Kampioen Primera División | 1x | 2007/08 |

1 Paleari ·
2 Bayeye ·
3 Schuurs ·
4 Walukiewicz ·
5 Masina ·
7 Karamoh ·
8 Ilić ·
9 Sanabria ·
10 Vlašić ·
13 Maripán ·
16 Pedersen ·
17 Donnarumma ·
18 Adams ·
20 Lazaro ·
21 Dembélé ·
23 Coco ·
24 Sosa ·
26 İlkhan ·
27 Vojvoda ·
28 Ricci ·
32 Milinković-Savić ·
61 Tameze ·
66 Gineitis ·
72 Ciammaglichella ·
77 Linetty ·
79 Savva ·
91 Zapata  ·
92 Njie ·
Coach: Vanoli
1 Baroja ·
2 Ángel ·
3 Túñez ·
4 Vizcarrondo ·
5 Amorebieta ·
6 Cichero ·
7 Miku ·
8 Rincón ·
9 Rondón ·
10 Vargas ·
11 González ·
12 Dani ·
13 Seijas ·
14 Lucena ·
15 Guerra ·
16 Rosales ·
17 Martínez ·
18 Arango ·
19 Acosta ·
20 Perozo ·
21 Rivas ·
22 Murillo ·
23 Faríñez ·
Coach: Sanvicente